# Lijst van beelden in Veendam
Dit is een (onvolledige) chronologische lijst van beelden in Veendam. Onder een beeld wordt hier verstaan elk driedimensionaal kunstwerk in de openbare ruimte van de Nederlandse gemeente Veendam, waarbij beeld wordt gebruikt als verzamelbegrip voor sculpturen, standbeelden, installaties, gedenktekens en overige beeldhouwwerken.
Voor een volledig overzicht van de beschikbare afbeeldingen zie: Beelden in Veendam op Wikimedia Commons.
| Geplaatst | Omschrijving                                  | Kunstenaar                                | Straat                                              | Plaats         | Materiaal   | Afbeelding |
| --------- | --------------------------------------------- | ----------------------------------------- | --------------------------------------------------- | -------------- | ----------- | ---------- |
| 1898      | monument voor Adriaan Geerts Wildervanck      | Johan Peddemors (ontwerp A.Th. van Elmpt) | bij gemeentehuis                                    | Wildervank     |             |            |
| 1919      | monument voor Klaas Jan de Vrieze (1836-1915) | H.W. Scholten, reliëf Emile Leclercq      | ten oosten van K.J. de Vriezestraat 1               | Bareveld       | steen       |            |
| 1948      | Oorlogsmonument                               | Marius Duintjer                           | Julianapark                                         | Veendam        |             |            |
| 1949/2014 | Verzetsmonument                               | Wladimir de Vries / Mark Witteveen        | Postkade                                            | Wildervank     | brons       |            |
| 1974      | Scheepsjoager                                 | R. den Bakker                             |                                                     | Ommelanderwijk | brons       |            |
| 1975      | Sportfiguren                                  | Martin den Hollander                      |                                                     | Wildervank     |             |            |
| 1976      | Familie                                       | Martin den Hollander                      | De Reede                                            | Veendam        |             |            |
| 1977      | Moeder en kind                                | Martin den Hollander                      | Jan Salwaplein                                      | Veendam        | kalksteen   |            |
| 1980      | Speelklomp                                    | Martin den Hollander                      | Houtduifstraat                                      | Veendam        | ferrocement |            |
| 1984      | Scheepsjager                                  | Maria Klinkenberg                         | Oosterdiep                                          | Wildervank     | brons       |            |
| 1985      | zonder titel (3 glaspanelen)                  | Fred Mennens                              | langs het Oosterdiep                                | Wildervank     | glas        |            |
| 1986      | Stenen Verbinding                             | Harm van Weerden                          |                                                     | Veendam        | steen       |            |
| 1987      | Spiraal                                       | Jan Kuiper                                |                                                     | Veendam        |             |            |
| 1990      | zonder titel                                  | Siebe Hansma                              | Sorghvlietlaan                                      | Veendam        | staal       |            |
| 1991      | Anthony Winkler Prins                         | Christine Chiffrun                        | Museumplein                                         | Veendam        | brons       |            |
| 1992      | De Wending                                    | Jan Schoffelmeijer                        | Museumplein                                         | Zuidwending    |             |            |
| 1997      | Adriaan Geerts Wildervanck                    | Bert Kiewiet                              |                                                     | Wildervank     | brons       |            |
| 2002      | De Ontmoeting                                 | Herman Bartelds                           |                                                     | Veendam        |             |            |
| 2002      | Joods Monument                                | Architectenbureau Kardol, Ans Zondag      | Prins Bernhardlaan/hoek Bendiksstraat               | Veendam        |             |            |
| 2003      | Indiëmonument                                 | Renso Woltjes                             | Julianapark                                         | Veendam        |             |            |
| 2008      | Waterobject                                   | Hans Rikken                               |                                                     | Veendam        |             |            |
| 2008      | Speelobject                                   | Hans Rikken                               |                                                     | Veendam        |             |            |
| 2008      | Lichtobject                                   | Hans Rikken                               |                                                     | Veendam        |             |            |
| 2011      | L’Incontro                                    | Wim Steins                                | bij station                                         | Veendam        |             |            |
| 2016      | Glaskunst(raam)                               |                                           | entree van de Winkler Prins Passage (winkelcentrum) | Veendam        | glas        |            |
| ?         | Omgevingsproject                              | Dick Breunis                              |                                                     | Ommelanderwijk |             |            |
| ?         | Moeder en kind, kijkend naar een optocht      | Martin den Hollander                      |                                                     | Veendam        |             |            |
| ?         | Vier mozaïeken                                | Anno Smith                                | Van Delftstraat 45, Dorpshuis Bijleveld             | Wildervank     |             |            |